# Deanna Dikeman
Deanna Dikeman est une artiste photographe américaine née à Sioux City, Iowa, États-Unis, le 3 avril 1954.
Elle obtient le Prix Nadar Gens d'images en 2021 pour son ouvrage Leaving and Waving.

## Biographie
Deanna Dikeman est née le 3 avril 1954 à Sioux City dans l’Iowa. Elle est titulaire d’un BS en biologie (1976) et d’un MS en management (1979) de l’Université Purdue. Après avoir suivi un cours de photographie, elle trouve sa voie et devient photographe indépendante en 1986.
Elle a photographié sa famille dans l’Iowa et le Nebraska dans une œuvre intitulée Relative Moments. Elle a aussi réalisé Home Alone in the Middle of the Day, une série de photographies de détails intérieurs de maisons. Son projet Wardrobe comprend des photographies de vieux vêtements dans des friperies et une collection de costumes historiques.
À partir de 1991 et pendant vingt-sept ans, Deanna Dikeman photographie depuis sa voiture ses parents qui lui font signe, se tenant devant leur maison de Sioux City, au moment de les quitter : « ces photographies étaient simplement une façon de surmonter la tristesse de la séparation. Petit à petit, c’est devenu notre rituel ». Intitulée A Photographer’s Parents Wave Farewell cette série se terminera en 2017 après le décès de sa mère. Ce travail a été qualifié « une des vingt-cinq meilleures histoires de 2020 » par le magazine The New Yorker.
Un livre regroupant une sélection des images de ces vingt-sept années d’au-revoir est édité sous le titre Leaving and Waving. Il a été récompensé par le Prix Nadar Gens d'images en 2021.
Deanna Dikeman vit à Kansas City dans le Missouri. Son travail a été publié par The New Yorker, The New York Times, Slate, Der Tagesspiegel, Der Spiegel, De Volkskrant, M Le magazine du Monde, etc.

## Publications
Liste non exhaustive
- 27 Good-byes, auto-édition, Blurb Books, 2009, 58 p.[11],[12]
- Clothed, auto-édition, Blurb Books, 2012, 22 p.[13]
- Leaving and Waving, Marseille, Chose Commune, 2021, 112 p. (ISBN 979-10-96383-21-4) (Prix Nadar Gens d’Images)[10],[5]

## Expositions
Depuis 1988, Deanna a eu dix-sept expositions solo et a été incluse dans 148 expositions collectives.
Liste non exhaustive
- 2021 : Leaving and Waving, Festival du Regard, Cergy, France[3]

## Prix et récompenses
Liste non exhaustive
- 1996 : Bourse Aaron Siskind Foundation Individual Photographer’s Fellowship[14]
- 2006 : Bourse de la Fondation Charlotte Street[14]
- 2008 : Bourse US Artists Booth Fellowship[14]
- Résidence Art Omi International Artists à Gand, NY[14]
- 2010 : Mention honorable au Photography Book Now pour 27 Good-byes[2].
- 2020 : Sélection au MACK 2020 First Book Award pour « Leaving and Waving »[10],[15]

- 2021 : Prix Nadar Gens d’Images pour « Leaving and Waving »[5]

## Collections publiques
Liste non exhaustive
- Museum of Contemporary Photography[14]
- Musée d'art Nelson-Atkins[14]
- Center for Creative Photography[14]
- Nerman Museum of Contemporary Art (en)[14]
- Collection Martin Parr, Tate Modern, Londres[2].